# Association sportive des chauffeurs de la Kozah
Ne doit pas être confondu avec Association sportive de la Kozah Football Club.
Actualités
L'Association Sportive des Chauffeurs de la Kozah plus couramment abrégé en ASC Kara, est un club togolais de football fondé en 1997 et basé dans la ville Kara.

## Histoire
Le club est fondé en 1997 et débute en troisième division. Après plusieurs années en deuxième division le club est promu pour la première fois en première division en 2017. Pour sa première saison en D1 le club termine à la 8e place et atteint la demi finale de la Coupe du Togo.
La saison suivante (2018-2019) l'ASC Kara remporte son premier titre de champion, la Coupe de l'Indépendance et la Supercoupe. Lors de la Ligue des champions de la CAF 2019-2020 le club sera éliminé au premier tour par l'AS Vita Club. Reversé en Coupe de la confédération, l'ASCK sera éliminé par Enugu Rangers, les nigérians ayant la faveur du but marqué à l'extérieur.
En 2021, l'ASC Kara perd la finale du championnat contre l'ASKO Kara, mais se qualifie pour la Coupe de la confédération 2021-2022.
Le club remporte la Coupe du Togo en 2024, s'imposant en finale face à l'ASKO Kara sur le score de 2-1.

## Palmarès
| Compétitions nationales |
| --- |
| - Championnat du Togo (2) : - Champion : 2018-19 et 2024-25. - Vice-champion : 2020-21. - Coupe du Togo (1) : - Vainqueur : 2024. - Supercoupe du Togo (1) : - Vainqueur : 2019. |